# Dismorphia lua
Dismorphia lua is een vlindersoort uit de familie van de Pieridae (witjes), onderfamilie Dismorphiinae.
Dismorphia lua werd in 1869 beschreven door Hewitson.